# Universidad de Valencia
La Universidad de Valencia (en valenciano y oficialmente Universitat de València-Estudi General), fundada en 1499 bajo el nombre de Estudi General, es una de las universidades más antiguas de España. Es una universidad pública, orientada a la docencia e investigación en casi todos los ámbitos del saber.
Se divide en cuatro campus: Blasco Ibáñez, Tarongers, Onteniente y Burjasot-Paterna, y cuenta con numerosas extensiones, delegaciones, centros adscritos y emplazamientos ejemplares, como el edificio histórico de La "Nau" —siglas de La Nostra Antiga Universitat, "Nuestra Antigua Universidad"—, el Jardín Botánico o el Palacio de Cerveró. Dispone de red inalámbrica en todas sus instalaciones, servicios de correo electrónico para todos los estudiantes, laboratorios, centro de idiomas, instalaciones deportivas y varias bibliotecas.
En el curso 2018/2020 contaba con 68 522 alumnos entre todas sus titulaciones, siendo así la mayor universidad en número de alumnos de las siete que conformaban el sistema universitario de la Comunidad Valenciana (contando también las dos universidades privadas de la autonomía) y la séptima a nivel nacional. Cuenta asimismo con 1853 empleados de Administración y Servicios y 3849 docentes e investigadores.
La Universidad de Valencia se sitúa entre las cuatro más destacadas de España en el campo de la I+D+i, contando con 18 Institutos Universitarios de Investigación (tres de ellos centros mixtos con el Consejo Superior de Investigaciones Científicas). Es de destacar el Parque Científico de la Universidad de Valencia, en el que se ubican grupos de investigación junto con el vivero de empresas de base tecnológica, y empresas spin-off de la propia universidad y otras externas.
En el año 2012 obtuvo el premio Ability Awards como mejor organización del sector público español, y en 2013 obtuvo los premios CERMI.es por su dimensión inclusiva de la discapacidad y como mejor institución Erasmus de España. En 2014, la Universidad de Valencia obtuvo un premio UNESCO por su observatorio de inserción laboral. En 2021, se ha consolidado como una de las primeras universidades españolas en la clasificación mundial de universidades 2021 ARWU (Ranking Académico de las Universidades del Mundo), también conocido como Ranking de Shanghái. El sistema de posicionamiento de esta clasificación es por tramos, de forma de las instituciones del mismo se ordenan alfabéticamente así, a nivel mundial la UV se encuentra en el rango 301-400; en el 5-8 estatal; y en 1-2 valenciano. La Universidad de Valencia destaca a nivel mundial en áreas como Teledetección, en la que ocupa la posición 10; Ciencia y Tecnología de Alimentos, en el lugar 20; Tursimo, en el 37; Salud Pública en el rango 51-75; y Física donde está en el intervalo 76-100 mundial.
Su rectora actual es la profesora María Vicenta Mestre Escrivá, elegida en marzo de 2018 en un proceso electoral en que obtuvo el 52,97 % de los votos, convirtiéndose en la primera mujer elegida rectora de la Universidad de Valencia.
Su biblioteca, con 1 392 793 volúmenes, es la cuarta biblioteca universitaria más grande de España tras la Biblioteca de la Universidad Complutense de Madrid y las bibliotecas de la Universidad de Barcelona y la Universidad de Sevilla.

## Historia

### Antecedentes
A pesar de que ya desde el siglo XIII existía en Valencia la posibilidad de cursar ciertas enseñanzas superiores, éstas eran impartidas por casas y entidades diferentes. Por ello, los Jurados de Valencia se esforzaron en reunir todos los estudios dependientes de la ciudad y de la iglesia en un único "Estudi General."  Fruto de este trabajo fueron los estatutos publicados en 1412 y aprobados por el gobierno municipal y el obispo Hugo de Llupià. Inicialmente las aulas se establecieron en unos locales sitos junto a la Iglesia de San Lorenzo, aunque la libertad de educación otorgada por los fueros de Valencia permitió que se establecieran escuelas también en otros puntos. Esta primera unificación de los estudios duró solo hasta 1416, aunque sirvió de base para la futura creación de la Universidad.

### Fundación

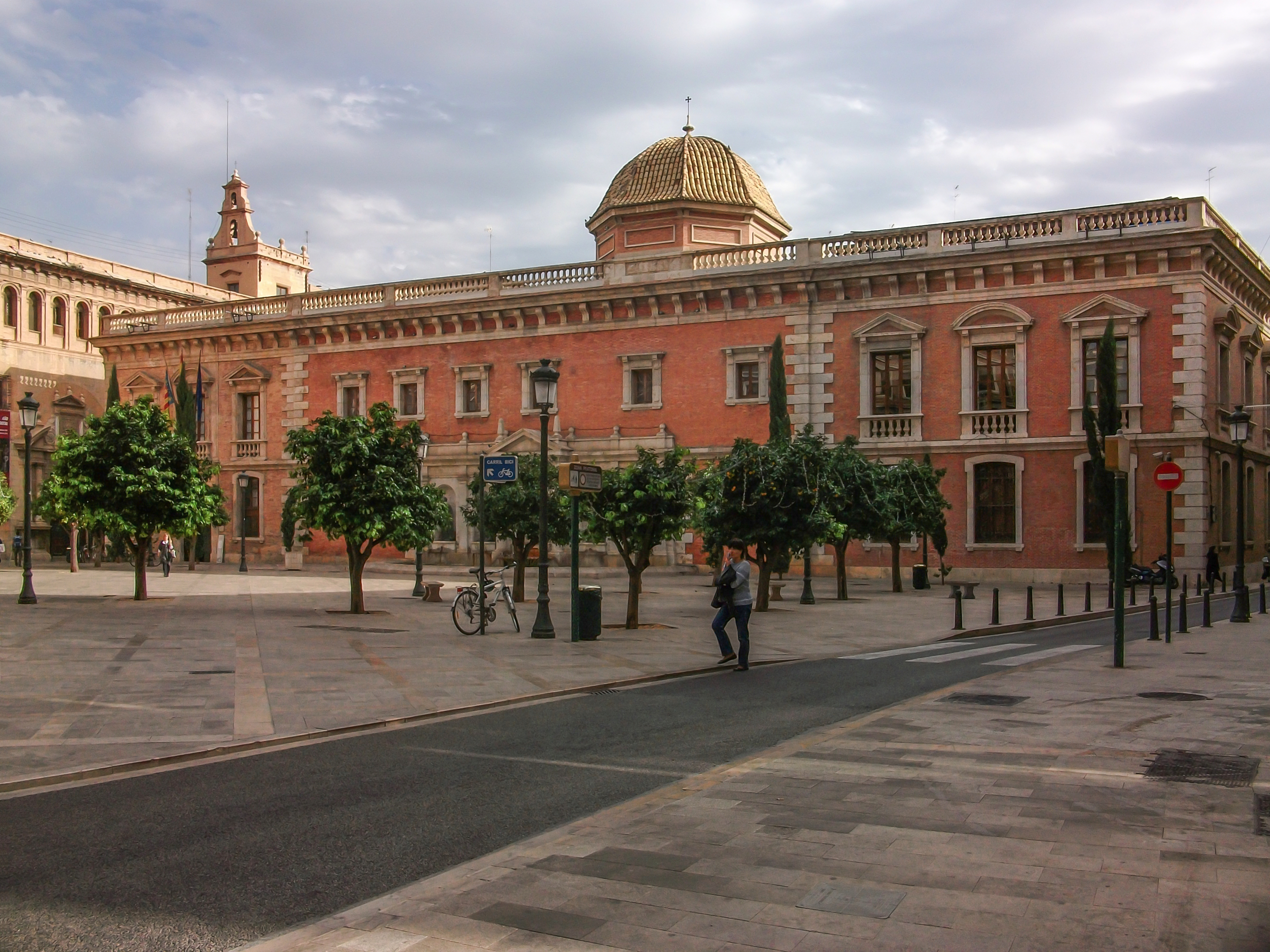
El edificio histórico de la Universidad de Valencia, La Nau.

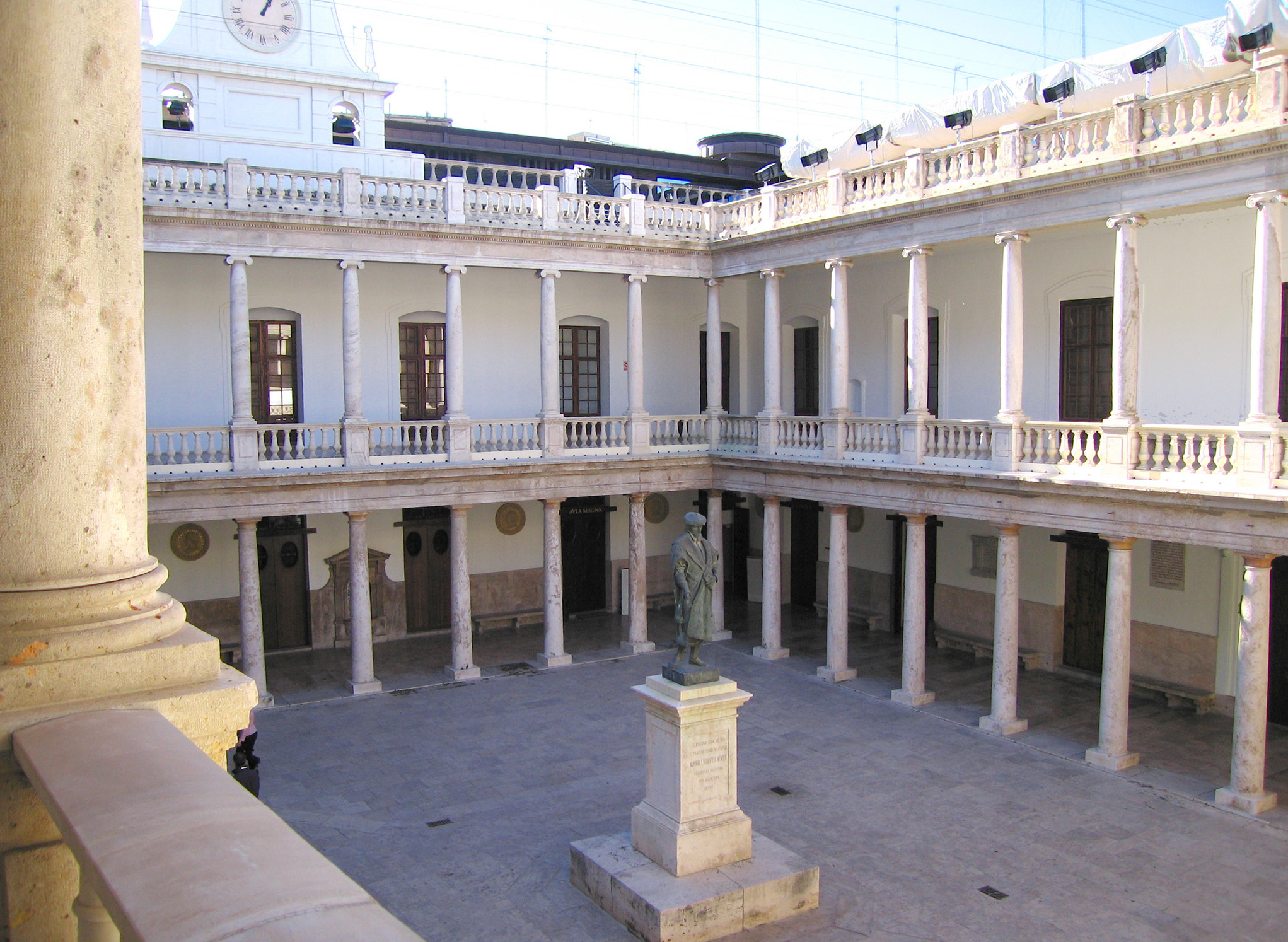
Claustro del edificio histórico de la Universidad de Valencia.

La Universidad de Valencia nació gracias a la iniciativa del concejo de la ciudad. Durante el siglo XV, Valencia vivió un florecimiento económico y cultural (véase Siglo de Oro valenciano), gracias al comercio con Italia. Era la ciudad más poblada de la Corona de Aragón y, sin embargo, no tenía universidad. El concejo deseaba que los estudios impartidos en su ciudad alcanzaran el rango de estudios universitarios, igualándolos a los impartidos en Salamanca, Bolonia y otras universidades del momento. Desde el punto de vista logístico, el concejo acordó la adquisición de casas y fincas que sirvieran de instalaciones del Estudio General, mientras que desde el punto de vista administrativo se encargó a los Jurados de Valencia que elaboraran unos segundos estatutos que previeran la concesión de títulos académicos de nivel universitario. El resultado de lo primero fue la compra a Isabel Saranyó, el 1 de abril de 1493, de una casa con huertas y patios que se convertiría en la primera sede de la Universidad: el actual Edificio de la Nave. El resultado de lo segundo fue la redacción de las Constituciones del Estudio General el 30 de abril de 1499.
Con el aparato logístico y administrativo ya preparado, solo faltaban las correspondientes licencias para iniciar sus actividades. Aprovechando la circunstancia de que el papa Alejandro VI era valenciano, de la Casa de Borja, los jurados y el arzobispo de Valencia Pedro Luis de Borja, sobrino nieto del papa, acudieron al pontífice para conseguir la bula de erección. La bula fue expedida el 22 de enero de 1500, reconociendo la nueva universidad y autorizando al arzobispo de Valencia a otorgar los títulos de bachiller y doctor en nombre de la autoridad pontificia. Una vez lograda la bula pontificia, para conseguir el favor del rey Fernando el Católico se envió una embajada a Sevilla, donde se encontraba el monarca, para obtener su aprobación. El rey dio su aprobación en el privilegio confirmatorio de 16 de febrero de 1502:

Atendiendo a la petición de los queridos y fieles nuestros Jurados, Racional y Síndico de nuestra Ciudad de Valencia, entendemos con el mayor cuidado y con gran desvelo entendisteis y entendéis en la erección del Estudio General en esta nuestra Ciudad para que en ella exista Universidad general [...] y que sin nuestra expresa licencia y facultad no sea valedera. A Nos suplicasteis humildemente que para la predicha erección otorgásemos nuestro Decreto y autoridad y licencia y facultad plenaria con las prerrogativas, gracias y facultades infrascritas nos dignásemos fundar. A vuestras súplicas benignamente inclinados y advirtiendo cuánta utilidad se seguiría a nuestra Ciudad de Valencia y a los naturales de ella y del Reino y queriendo dar este favor y también el ennoblecimiento, aumento y utilidad de dicha Ciudad, de nuestra cierta ciencia y expresamente alabamos, aprobamos, ratificamos, decretamos y autorizamos y confirmamos la erección de dicho Estudio [...] y de nuestro regio poder queremos y discernimos que dicho Estudio sea erigido y goce para todos de libertades, inmunidades, privilegios, exenciones, favores, gracias, prerrogativas y preeminencias como el Estudio General de Salamanca y otros similares puedan gozar.

En octubre de ese mismo año, tras la fiesta de San Lucas, se inauguró el Estudio General de Valencia y comenzaron las clases. La universidad nació con las facultades de Teología, Artes, Filosofía, Medicina y Derecho.
La nueva universidad tenía como referentes académicos a la Universidad de Salamanca, en teología, y la Universidad de Bolonia, en derecho. Sin embargo, en lo administrativo no adoptó el sistema de gobierno democrático de aquellas universidades. El rector era nombrado y podía ser cesado por el Ayuntamiento a voluntad y los estudiantes no tenían ningún poder de participación en el gobierno del centro. El Estudio se financiaba con fondos públicos de la ciudad y con las matrículas de los estudiantes. Las facultades más favorecidas eran Teología y Derecho, como ocurría en Salamanca, y Medicina, cuyos profesores cobraban 35 libras anuales. Los profesores de las facultades de Filosofía y Artes recibían 25 libras anuales.

## Información académica

### Organización

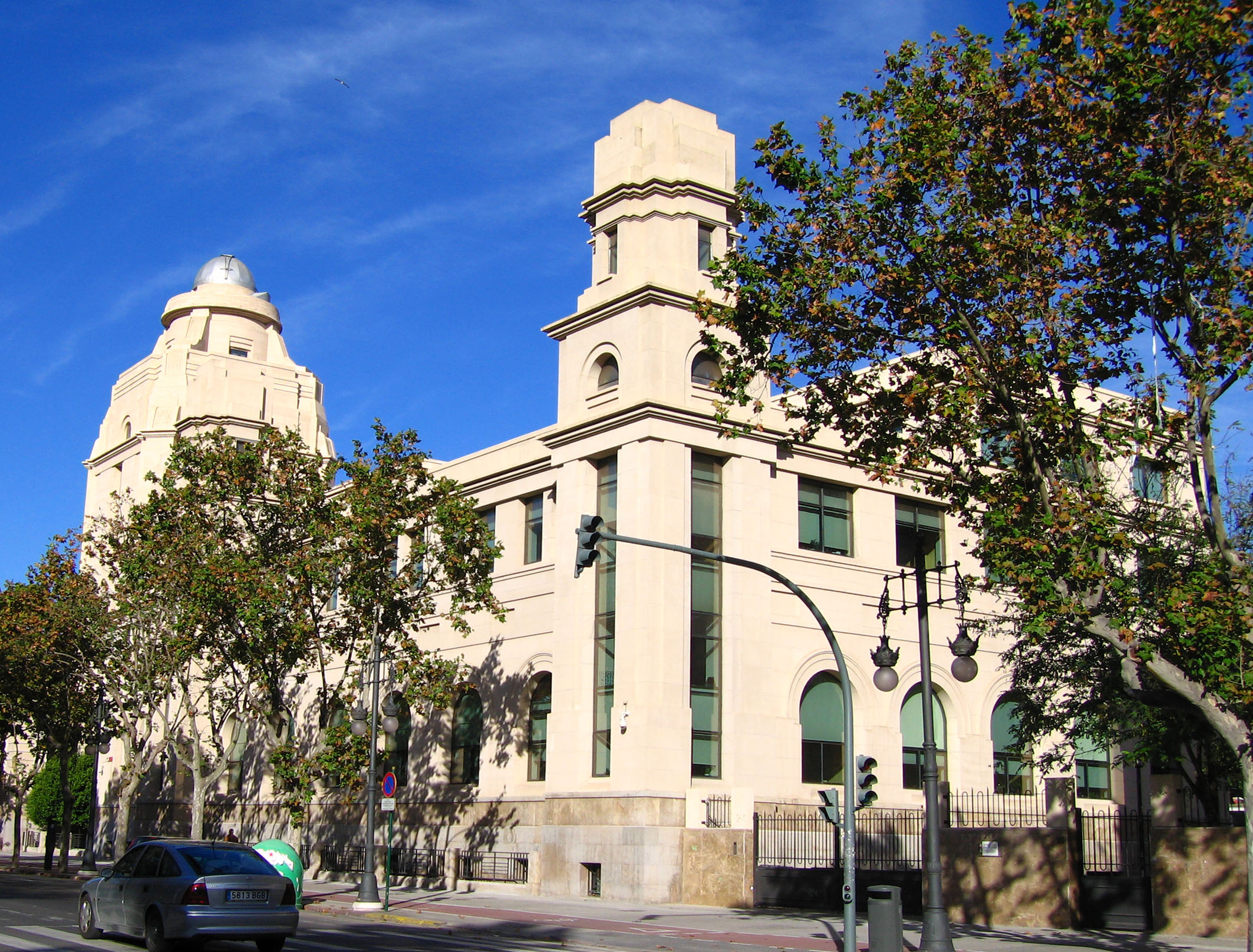
Rectorado de la Universidad de Valencia.

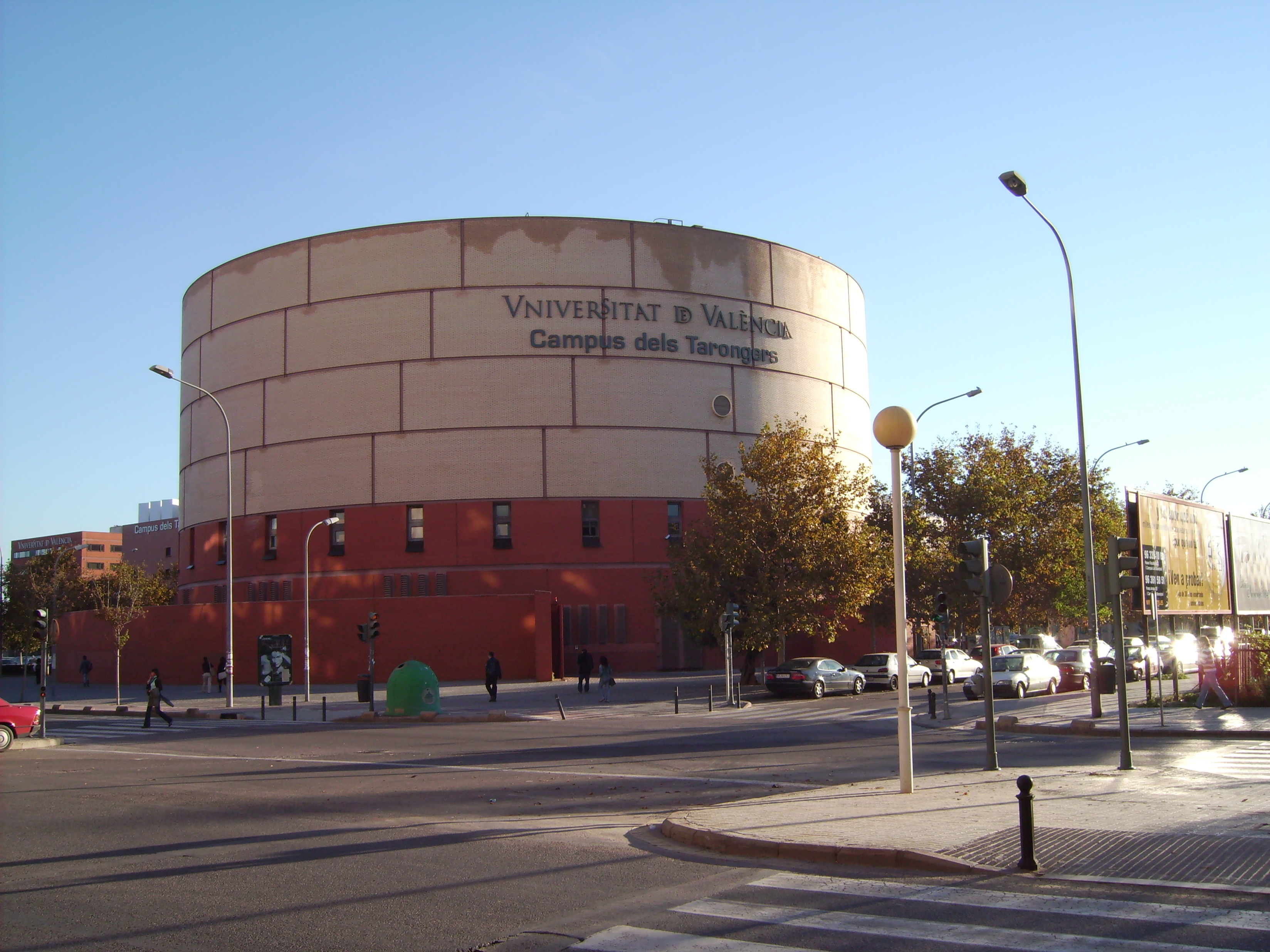
Universidad de Valencia. Campus de Tarongers.

El Consejo de Dirección, conformado por el rector, la secretaría general, las y los vicerrectores, el delegado del rector para estudiantes y el gerente actual lo conforman:
| Nombre                         | Cargo                                                              | Facultad de origen                               |
| ------------------------------ | ------------------------------------------------------------------ | ------------------------------------------------ |
| María Vicenta Mestre Escrivá   | Rectora                                                            | Facultad de Psicología                           |
| María Elena Olmos Ortega       | Secretaria General                                                 | Facultad de Derecho                              |
| Antonio Ariño Villarroya       | Vicerrector de Cultura e Igualdad                                  | Facultad de Ciencias Sociales                    |
| Isabel Vázquez Navarro         | Vicerrectora de Estudios de Grado y Política Lingüística           | Escuela Técnica Superior de Ingeniería           |
| María Dolores Real García      | Vicerrectora de Innovación y Transferencia                         | Facultad de Ciencias Biólogicas                  |
| Jorge Hermosilla Pla           | Vicerrector de Participación y Proyección Territorial              | Facultad de Geografía e Historia                 |
| Carlos Hermenegildo Caudevilla | Vicerrector de Investigación                                       | Facultad de Medicina                             |
| María Adela Valero Aleixandre  | Vicerrectora de Ordenación Académica y Profesorado                 | Facultad de Farmacia                             |
| Joaquín Aldás-Manzano          | Vicerrector de Estrategia, Calidad y Tecnologías de la Información | Facultad de Economía                             |
| Juan Luis Gandía Cabedo        | Vicerrector de Economía e Infraestructuras                         | Facultad de Economía                             |
| Ernest Cano Cano               | Vicerrector de Ordenación Académica y Profesorado                  | Facultad de Ciencias Sociales                    |
| Elena Martínez García          | Vicerrectora de Igualdad, Diversidad y Sostenibilidad              | Facultad de Derecho                              |
| Carles Padilla Carmona         | Vicerrector de Internacionalización y Cooperación                  | Facultad de Filología, Traducción y Comunicación |
| Joan Oltra Vidal               | Gerente                                                            | --                                               |
| Meme Elizalde Monteagudo       | Delegada de la Rectora para el Estudiantado                        | Facultad de Derecho                              |

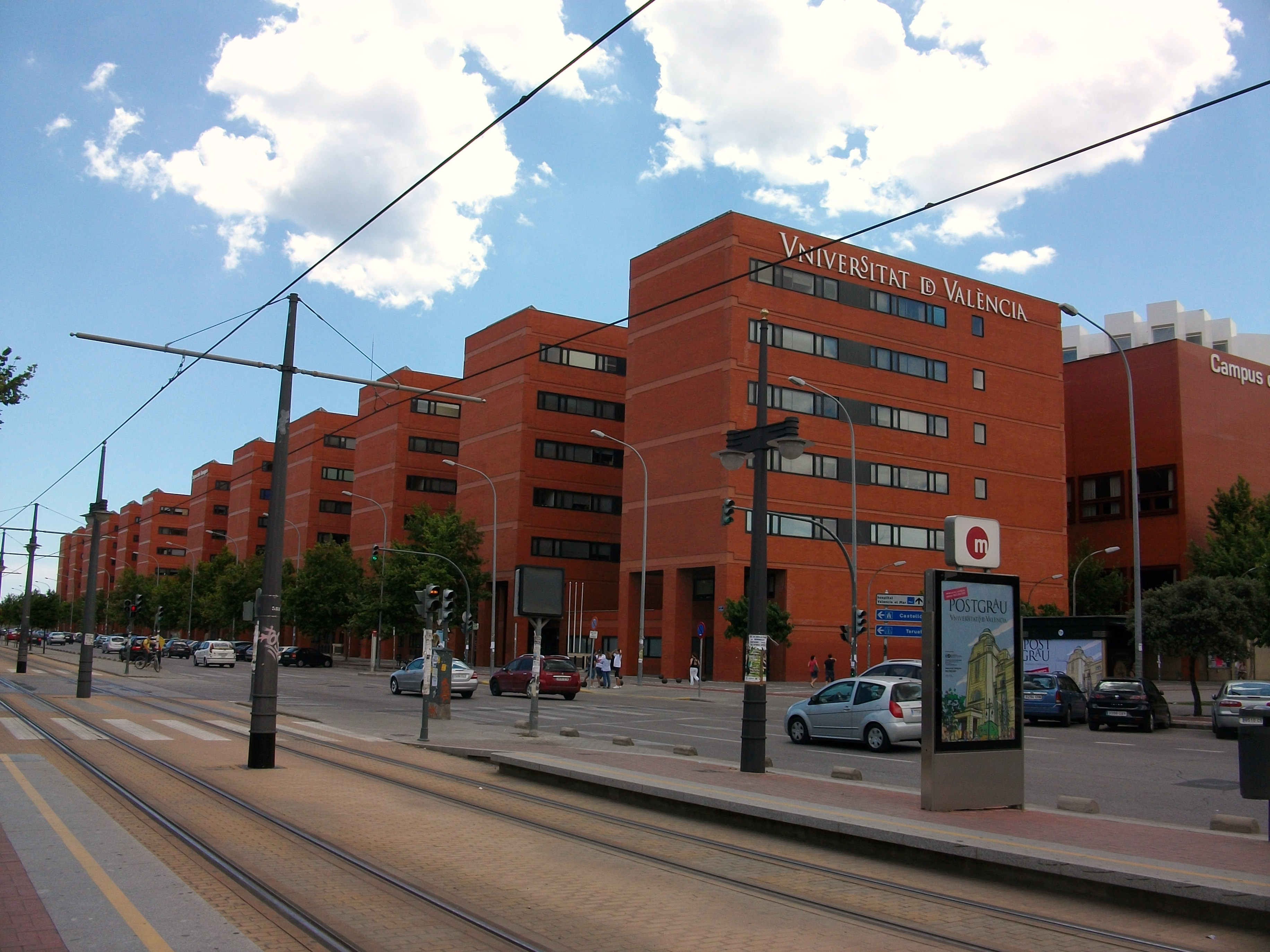
Campus de Tarongers.

Edificios de Institutos de Investigación del Parque Científico de la Universidad de Valencia.

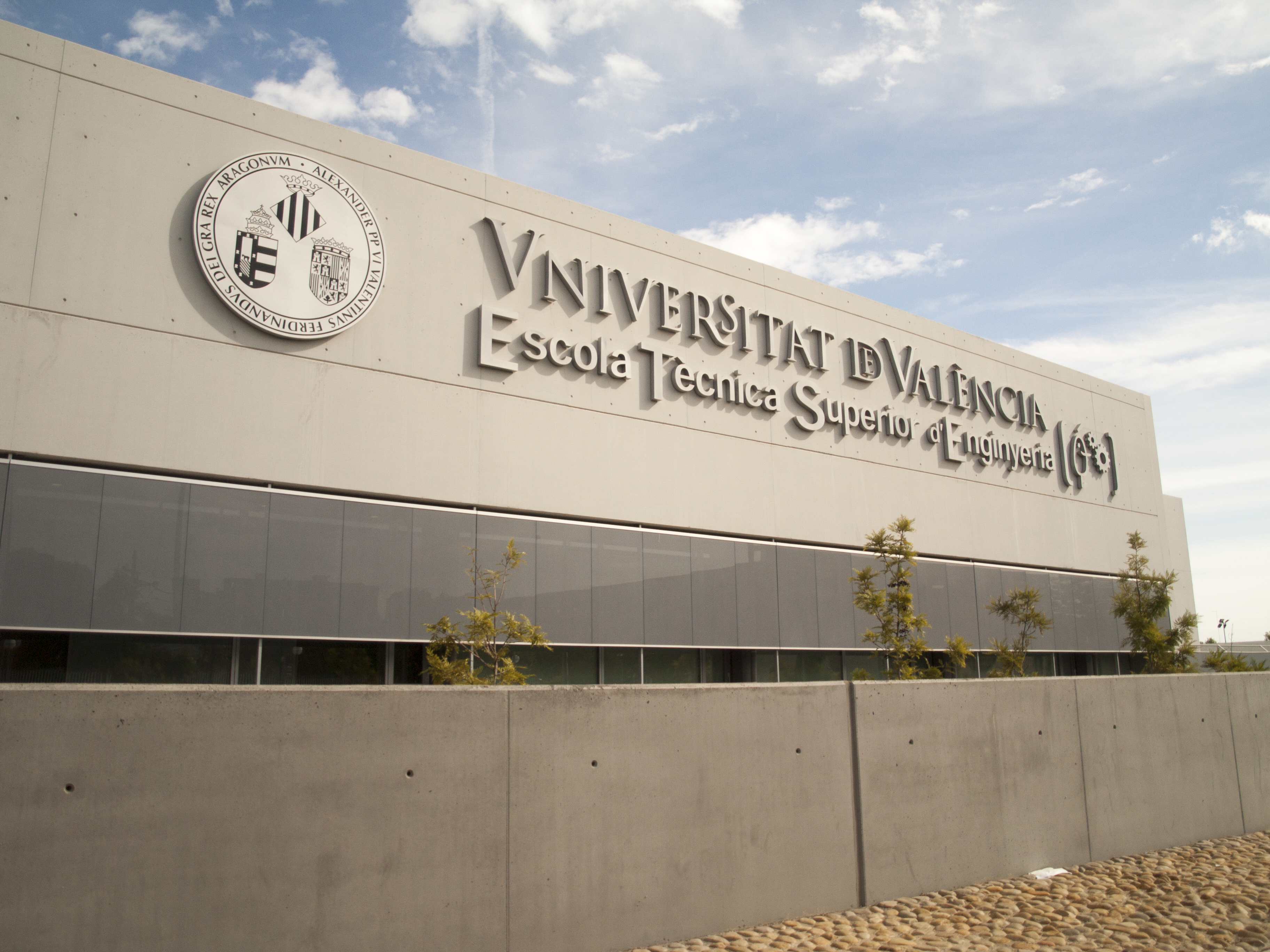
Entrada principal de la Escuela Técnica Superior de Ingeniería.

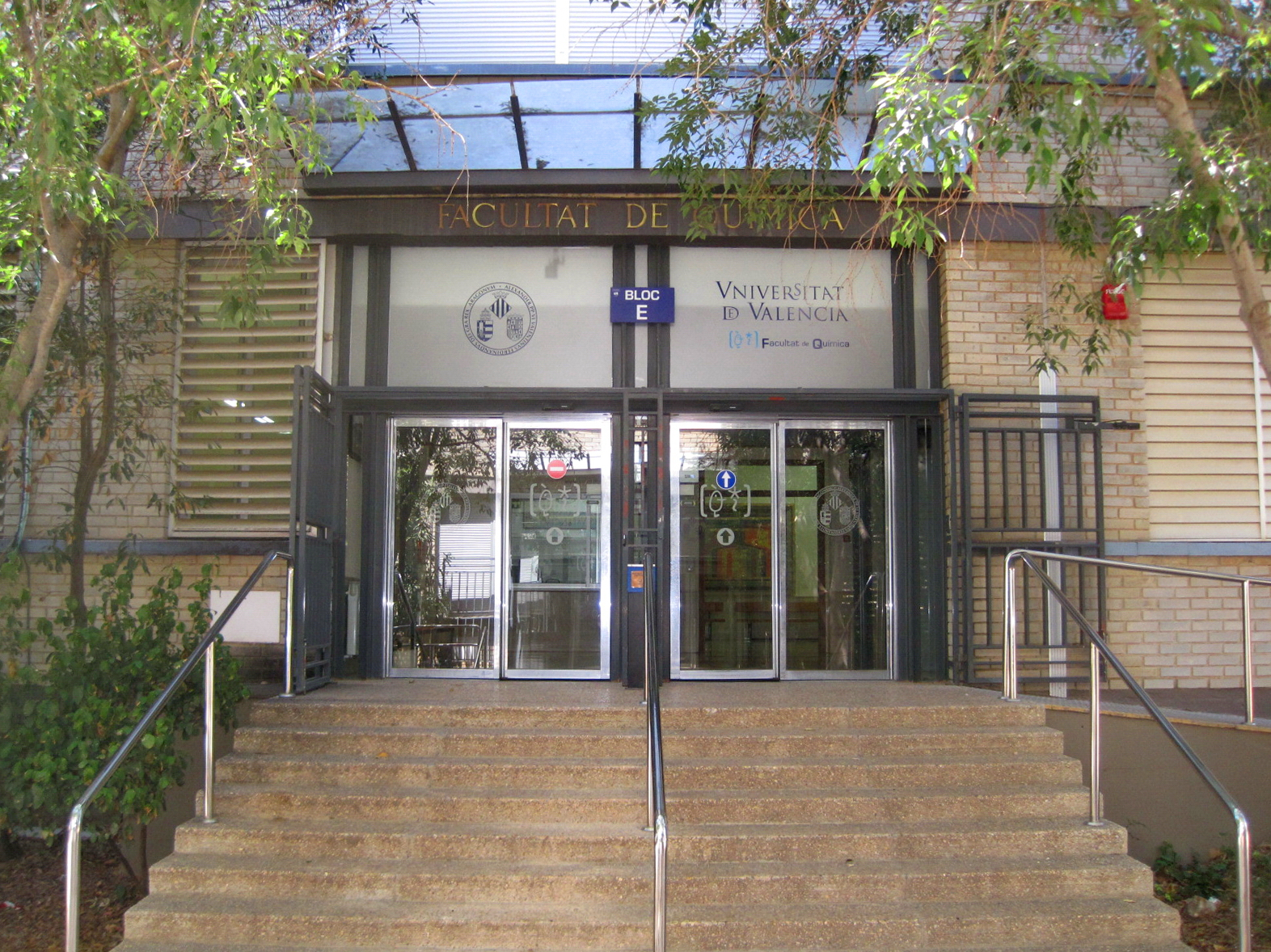
Facultat de Química de la UV, Bloc E

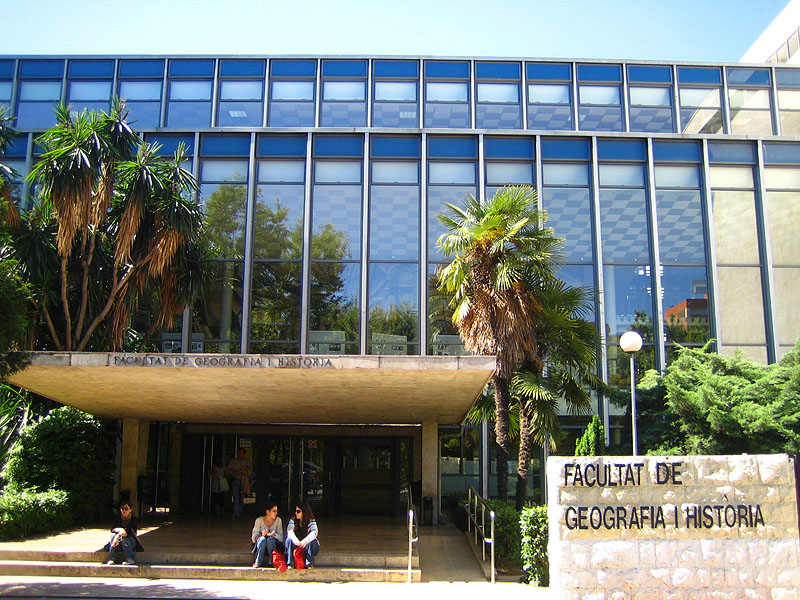
Facultad de Geografía e Historia, en la avenida Blasco Ibáñez de Valencia.

La Universidad de Valencia posee 18 facultades y escuelas localizadas en sus cuatro campus. Cada una alberga Departamentos, hasta un total de 92, y ofrecen diversas titulaciones de grado, másteres oficiales y programas de doctorado.
Campus de Burjasot-Paterna
- Escuela Técnica Superior de Ingeniería
- Facultad de Ciencias Biológicas
- Facultad de Ciencias Matemáticas
- Facultad de Farmacia
- Facultad de Física
- Facultad de Química

Campus de Blasco Ibáñez
- Facultad de Fisioterapia
- Facultad de Enfermería y Podología
- Facultad de Ciencias de la Actividad Física y el Deporte
- Facultad de Filología, Traducción y Comunicación
- Facultad de Filosofía y Ciencias de la Educación
- Facultad de Geografía e Historia
- Facultad de Medicina y Odontología
- Facultad de Psicología

Campus de Tarongers
- Facultad de Ciencias Sociales
- Facultad de Economía
- Facultad de Derecho
- Facultad de Magisterio

Campus de Onteniente
- Facultad de Administración y Dirección de Empresas
- Facultad de Ciencias de la Actividad Física y del Deporte
- Facultad de Enfermería
- Facultad de Magisterio

Cuenta también con varias fundaciones:
- La Fundación General de la Universidad de Valencia (oficialmente Fundació General de la Universitat de València), facilita la adquisición y usos de elementos, documentos y asesoramiento del alumnado.
  - La Tenda UV, adquisición de productos y elementos de uso cotidiano del alumnado y profesorado.[19]
  - Centro de Documentación Europea. Este centro facilita la documentación ofrecida por la comunidad europea.
  - El Patronato Martínez Guerricabeitia fue creado en 1989 por iniciativa del empresario Jesús Martínez Guerricabeitia y de la Fundación General de la Universidad de Valencia, con la finalidad de fomentar y difundir la actividad creativa en el campo de las artes plásticas contemporáneas e incrementar el patrimonio artístico de la Universidad de Valencia.
  - Observatorio de Inserción Profesional y Asesoramiento Laboral. Información sobre becas y el acceso al mundo laboral.
  - El Patronato de Actividades Musicales nació con la voluntad de promover la difusión y creación musical dentro de la Universidad y su entorno.
- La Fundación Universidad-Empresa, gestiona a través de su departamento de Formación de Postgrado y de Especialización, los cursos de postgrado y especialización de la Universidad de Valencia.
- La Fundación Parque Científico de la Universidad de Valencia, gestiona el Parque Científico de la Universidad de Valencia en el que se ubican grupos de investigación junto con el vivero de empresas de base tecnológica, tanto externas como oferta de la propia universidad.
- La Fundación Lluís Alcanyís

### Estudios de grado
Imparte 58 estudios de grado y 11 dobles titulaciones. 

### Estudios de postgrado
Imparte 117 másteres oficiales y 59 Doctorados adaptados al Espacio Europeo de Educación Superior. Los estudios de máster, impartidos por profesores de universidad, con la colaboración de prestigiosos profesionales e investigadores, tienen una duración entre uno y dos años (de 60 a 120 créditos ECTS).

### Otras enseñanzas
El Instituto Confucio promueve la lengua y cultura china y apoya la enseñanza del chino. Está entre los veinte mejores institutos Confucio del mundo y reconocido en 2015 como "Instituto Confucio Modelo", un galardón otorgado a tan solo 15 institutos Confucio en todo el mundo de entre las más de 450 instituciones. Sus instalaciones se ubican en la Facultad de Filología, Traducción y Comunicación (Blasco Ibáñez, 32), así como en el Campus de Tarongers (c/del Serpis, 29).
El Centro Internacional de Gandía ofrece cursos, másteres y seminarios, y desarrolla el Espacio de Cultura Brasileño. Durante el verano realiza la Universidad de Verano (Universitat d'Estiu) de Gandía, siendo una de las más antiguas de España en su género.
El Centro de Idiomas ofrece enseñanza de lenguas a la comunidad universitaria. Está abierto a todas las personas que deseen mejorar su conocimiento de lenguas.

### Investigación
La Universidad de Valencia desarrolla una intensa labor investigadora a través de sus departamentos académicos de cada Facultad o Escuela, sus Institutos Universitarios de Investigación, el Parque Científico de la Universidad de Valencia, y otros.
Los Institutos Universitarios de Investigación son estructuras multidisciplinarias de investigación. Su finalidad es desarrollar la demanda social de investigación en campos específicos y la transferencia de conocimiento. Puede ver el detalle de cada uno de los institutos mostrados a continuación.
Institutos de investigación
- Centro de Investigaciones sobre Desertificación (CIDE)
- Instituto Cavanilles de Biodiversidad y Biología Evolutiva
- Instituto de Ciencia de los Materiales (ICMUV)
- Instituto de Ciencia Molecular (ICMOL)
- Instituto de Creatividad e Innovaciones Educativas
- Instituto Universitario de Investigación en Criminología y Ciencias penales
- Instituto de Derechos Humanos (IUDHUV)
- Instituto de Economía Internacional
- Instituto de Economía Social y Cooperativa (IUDESCOOP)
- Instituto de Estudios de la Mujer
- Instituto de Física Corpuscular (IFIC)
- Instituto de Historia de la Medicina y de la Ciencia López Piñero
- Instituto para la Ética en la Comunicación y las Organizaciones (IECO)
- Instituto de Investigación en Psicología de los Recursos Humanos, del Desarrollo organizacional y de la Calidad de Vida Laboral (IDOCAL)
- Instituto de Robótica y Tecnologías de la Información y las Comunicaciones (IRTIC).[20]
- Instituto de Investigación en Tráfico y Seguridad Vial (INTRAS).[21]
- Instituto Interuniversitario de Desarrollo Local (IIDL).[22]
- Instituto Interuniversitario de Filología Valenciana (IIFV).[23]
- Instituto Interuniversitario de Reconocimiento Molecular y Desarrollo Tecnológico (IDM).[24]

El Parque Científico de la Universidad de Valencia (Parc Científic) se concibe como un lugar de encuentro entre la Universidad de Valencia y las empresas. Con más de 200 000 m², se ubica en el municipio de Paterna, cerca del campus universitario de Burjasot-Paterna, a 12 km del centro de la ciudad de Valencia y a 5 km del aeropuerto. El Parque Científico se convierte en un polo de atracción para incentivar la transferencia de conocimiento.
La Universidad de Valencia difunde su actividad científica a través de la revista Mètode, y el boletín I+D+i+a.

### Cátedras de la universidad
Las siguientes cátedras forman parte de la Universidad de Valencia:
- Cátedra Alcon
- Cátedra Alfons Cucó
- Cátedra ATA-Universidad de Valencia sobre Trabajo Autónomo
- Cátedra CAPGEMINI-Universidad de Valencia a la Innovación en el Desarrollo de Software
- Cátedra Ciudad de Valencia
- Cátedra Cooperativa Caixa Popular del Desarrollo Territorial y Economía Social Valencianos
- Cátedra Cooperativas Agroalimentarias
- Cátedra DAM para la gestión integral y recuperación de recursos del agua residual
- Cátedra DEBLANC de aplicación de metodologías estadísticas, económicas y de aprendizaje automático para la detección de delitos financieros y blanqueo de capitales
- Cátedra de Cultura Empresarial
- Cátedra de Cultura Territorial Valenciana
- Cátedra de Derecho Autonómico Valenciano
- Cátedra de Derecho Foral Valenciano
- Cátedra de Derecho Inmobiliario Registral "Bienvenido Oliver"
- Cátedra de Derecho Notarial "Carlos Ros"
- Cátedra de Empresa Familiar
- Cátedra de Estudios Artísticos del IVAM. Siglos XX/XXI   (IVAM-UV-UPV)
- Cátedra de Ética Empresarial IECO-UV
- Cátedra de las Tres Religiones
- Cátedra Demetrio Ribes
- Cátedra de Participación Ciudadana y Paisajes Valencianos
- Cátedra de Pensamiento Contemporáneo
- Cátedra de Privacidad y Transformación Digital Microsoft-UV
- Cátedra DevStat-UV on Quantitative Decision-making
- Cátedra Divina Pastora de Deporte Adaptado
- Cátedra Economía Bien Común
- Cátedra Economía Colaborativa y Transformación Digital
- Cátedra Economía Feminista
- Cátedra Empresa y Humanismo
- Cátedra Envejecimiento saludable, activo y participativo
- Cátedra Escuela Valenciana de Estudios de la Salud EVES
- Cátedra Estudios de Cómic
- Cátedra Estudios Territoriales Valencianos ESTEVAL
- Cátedra Excelencia y Desarrollo en Emprendimiento: de Estudiante a Empresario
- Cátedra Filosofía y Ciudadanía Josep Lluis Blasco Estellés
- Cátedra Finanzas Internacionales - Banco de Santander
- Cátedra Fisabio para el Fomento de la Investigación Biomédica
- Cátedra Fundación Valenciana de Estudios Avanzados
- Cátedra Gobierno Abierto, Participación y Open Data
- Cátedra Ignacio Pinazo
- Cátedra INNOVA LABORA-UV
- Cátedra Jean Monet
- Cátedra Jean Monnet "European Values"
- Cátedra Jean Monnet EU Customs Law
- Cátedra Joan Fuster
- Cátedra L'Horta de Valencia, Territorio Metropolitano
- Cátedra Luis Amigó
- Cátedra Memoria Democrática
- Cátedra Modelo Económico Sostenible de Valencia y su Entorno (MESVAL)
- Cátedra Pilota Valenciana
- Cátedra Protección Ciudadana-Policía Local de Valencia
- Cátedra SISTEM de Innovación y Apoyo a la Gestión Eficiente y Sostenible de la Movilidad Urbana
- Cátedra Transformación del Modelo Económico: Economía Circular en el Sector del Agua
- Cátedra UNESCO de Estudios sobre el Desarrollo
- Cátedra Universitaria Ajuntament d'Ontinyent-Caixa Ontinyent-Eset para la innovación y configuración de territorios inteligentes
- Cátedra Würth EMC

## Instalaciones

### Bibliotecas
El origen de la Biblioteca de la Universidad de Valencia se remonta a la donación, en 1785, de los libros de Francisco Pérez Bayer. Se inauguró en 1788, siendo rector Vicente Blasco García. Actualmente, la biblioteca histórica está situada en el edificio de La Nave (calle de la Universidad, 2, Valencia). Aquí se conservan manuscritos, incunables e impresos publicados entre los siglos XVI al XX. Durante la Guerra de la Independencia una bomba provocó un incendio en el edificio de la Universitat y provocó la pérdida de la mayor parte del fondo fundacional.
La biblioteca universitaria fue, durante la Guerra Civil y después, depositaria de los libros requisados a particulares y a instituciones, los cuales constituyen un fondo de gran utilidad para el estudio de la historia social y las artes gráficas de esta época. Destaca la colección de carteles de la guerra civil española.
El siglo XX vio la aparición de diferentes facultades y escuelas universitarias, y la creación de sus correspondientes bibliotecas. También nacieron bibliotecas departamentales. A partir de la aprobación de los Estatutos de la Universidad de Valencia en 1985 se configuró un servicio general denominado Servicio de Información Bibliográfica (SIB), que aglutina a todas y cada una de las bibliotecas existentes en la Universidad dotándolas de instrumentos de cohesión.
El año 1990 se inauguró la Biblioteca de Ciencias "Eduard Boscà"; el año 1999, la Biblioteca de Ciencias Sociales "Gregori Maians"; el año 2002, la Biblioteca de Humanidades "Joan Reglà"; y en 2009, la biblioteca de Ciencias de la Salud "Pelegrí Casanova". Y en septiembre de 2010 se inaugura la Biblioteca de Educación "María Moliner" en el Campus de Tarongers. El esquema organizativo se completa con otras bibliotecas más pequeñas.

### Alojamiento
Cuenta con un colegio mayor propio: el Colegio Mayor Rector Peset. Existen otros seis colegios mayores adscritos a la Universidad: Albalat, Ausiàs March, La Alameda, La Asunción de Nuestra Señora, San Juan de Ribera y Saomar. También tiene una residencia de estudiantes: la Residencia de Estudiantes Damià Bonet.

## Alumnos y profesores

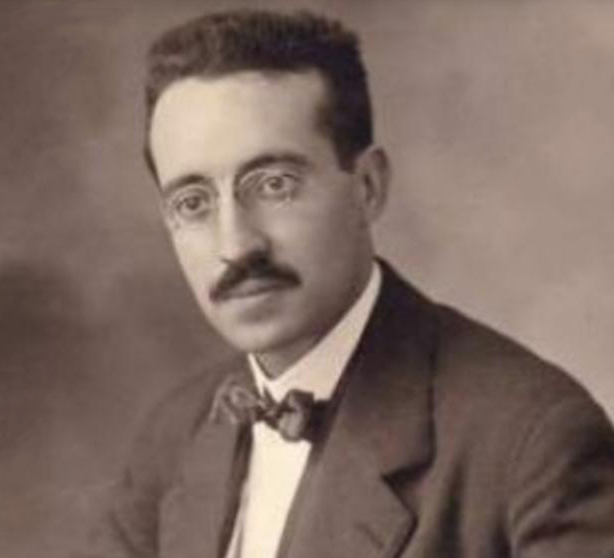
Retrato del rector Juan Bautista Peset Aleixandre

## Doctoradoshonoris causa
La primera persona reconocida con un doctorado honoris causa fue el físico José María Otero de Navascues en 1967. Las primeras mujeres investidas fueron la activista por los derechos humanos serbia Nataša Kandić y la bióloga estadounidense Lynn Margulis en 2001. Hasta 2018 han sido investidos doctores honoris causa 91 hombres y 9 mujeres, entre ellas las filósofas Seyla Benhabid (2010) y Amelia Valcárcel (2016), Ángeles Durán (2012) y Londa Schiebinger (2018).

## Campus de Excelencia y premios recientes
En 2010 la Universidad de Valencia consiguió el reconocimiento como Campus de Excelencia Internacional a sus proyectos conjuntos VLC/Campus y CAMPUSHABITAT5U.
En el año 2012 obtuvo el premio Ability Awards como mejor organización del sector público español.
Durante 2013 fue galardonada con los premios CERMI.es por su dimensión inclusiva de la discapacidad y como mejor institución Erasmus de España.